# Cyrtopogon glarealis
Cyrtopogon glarealis là một loài ruồi trong họ Asilidae. Cyrtopogon glarealis được Melander miêu tả năm 1923. Loài này phân bố ở vùng Tân Bắc giới.